# Marie Louise von Larisch-Moennich

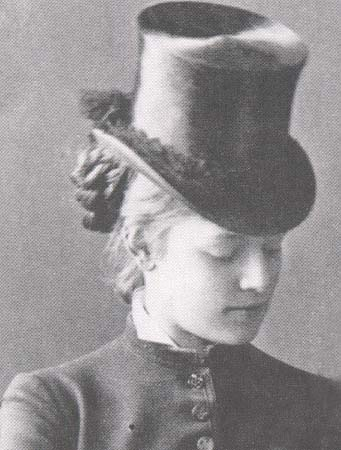
Marie Louise von Wallersee

Marie Louise von Wallersee bárónő (Marie Louise Elisabeth Freiin von Wallersee, Mária Lujza Erzsébet, Wallersee bárónője született Marie Louise Mendel, első férje után Larisch-Moennich grófné (Gräfin von Larisch-Moennich), második férje után Marie Brucks (Augsburg, 1858. február 24. – ugyanott, 1940. július 4.) bajor születésű, nemesi rangra emelt polgárleány, Erzsébet osztrák császárné unokahúga, Rudolf koronaherceg unokatestvére, Maria von Vetsera bárókisasszony bizalmas barátnője. Marie Louise von Larisch-Wallersee grófné néven is ismert.

## Ifjúkora
Marie Louise házasságon kívüli gyermekként született 1858. február 24-én, a Wittelsbach-házból származó Lajos Vilmos bajor herceg (1831–1920) és Henriette Mendel német színésznő (1833–1891) kapcsolatából. Édesapja Miksa József bajor herceg és Mária Ludovika hercegnő legidősebb fia volt, akinek testvérhúga, Erzsébet hercegnő, Marie Louise születésekor már osztrák császárné volt.
Lajos Vilmos herceg csak morganatikus házasságot köthetett a polgári származású színésznővel, gyermeke anyjával, ezért 1859. március 9-én lemondott elsőszülötti jogairól és gyermekei öröklési jogáról. A rangon alul („nicht standesgemäß”) kötött házasság megkötése előtt, 1859. május 19-én Henriette Mendelt, a menyasszonyt nemesi rangra emelték, Wallersee bárókisasszonyává (Freifrau von Wallersee) kreálták. A szülők esküvőjét május 28-án Augsburgban tartották meg, a férjezett asszony a Wallersee bárónéja (Freiin von Wallersee) címet viselhette. A házaspár Augsburgban, Münchenben és a Starnbergi-tó partján álló garatshauseni kastélyban lakott. (Garatshausen ma Feldafing község része).

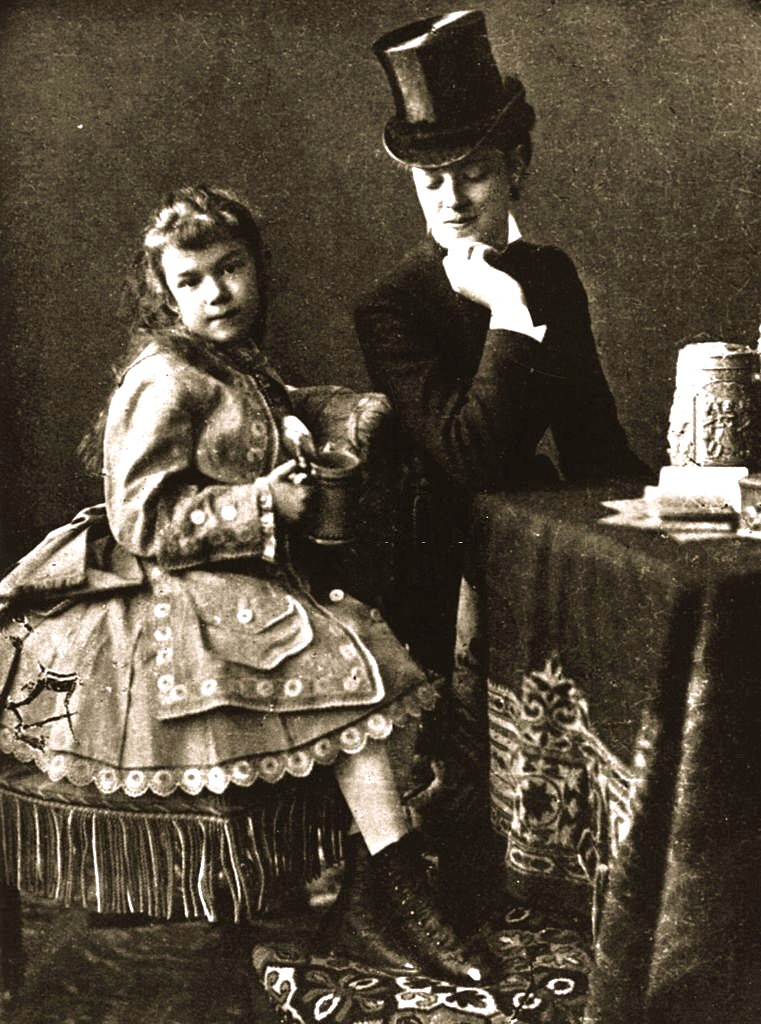
Marie Louise grófnő, Mária Valéria főhercegnővel

Marie Louise jó nevelést kapott, műveltséget szerzett, jól beszélte a bajor nyelvet is. Nagy szabadságot élvezett, kiválóan megtanult vívni és lovagolni. Amikor nagynénje, Erzsébet császárné 1869-ben meglátogatta őket, elbűvölték őt Marie Louise képességei, mindenekelőtt műlovagló tudománya. A császárné meghívta őt Bécsbe, és 1876-ban bemutatta őt a császári udvarban, később a gödöllői királyi kastélyában is vendégül látta, a konzervatív főnemesi körök nagy megbotránkozására. Erzsébetnek éppen ez volt a célja az alacsony származású, „üres családfájú”, frissen kreált báróleány gyakori vendégeskedésével, hiszen nagy kedvét lelte, ha őskonzervatív környezetét provokálhatta, erre használta fel unokahúgát, Marie Louise-t is.
Magyarországi tartózkodása során ismerkedett meg Batthyány Elemér gróffal (1846–1932), az 1849-ben kivégzett Batthyány Lajos miniszterelnök fiával. A románcot Erzsébet királyné nagyon jó szemmel nézte. A házasságtól a Batthyány család és Ferenc József összebékítését várta. Batthyány özvegye azonban, az engesztelhetetlen Zichy Antónia grófnő (1816–1888) sohasem bocsátott meg a Habsburgoknak. „A gyilkos családjába nem nősülünk”, írta fiának, és szigorúan eltiltotta Marie Louise-tól. A legkomolyabban megfenyegette őket, ha mégis a összeházasodnak, ő az esküvő napján öngyilkosságot fog elkövetni. A tervezett frigy így meghiúsult.

## Első házassága
Festetics Mária grófnő, aki saját, császárné melletti udvarhölgyi állását féltette Marie Louise-tól, bemutatta őt Georg von Larisch-Moennich grófnak, Ellgoth és Karwin bárójának (1855–1928). Nagynénje, Erzsébet császárné a házasságkötés érdekében erős nyomást fejtett ki unokahúgára és a kijelölt vőlegényre is. Mindketten meghajoltak a császárné és királyné akarata előtt. 1877. október 20-án, Erzsébet gödöllői kastélyában megtartották az esküvőt. A házaspár a sziléziai Troppau közelébe költözött, ahol megszületett Marie Louise első két gyermeke, az a kettő, akiknek kétségkívül Georg von Larisch-Moennich gróf volt az apjuk: 
- Franz Joseph Ludwig Georg Maria (1878–1937), Larisch-Moennich grófja, Ellgoth és Karwin bárója (a későbbi óceánográfus),
- Marie Valerie Franziska Georgine (1879–1915).

Az első két gyermek keresztapja Ferenc József császár, keresztanyja Mária Valéria főhercegnő volt. Marie Louise von Larisch-Moennich grófnét palotahölggyé nevezték ki, férje bejáratos lett az udvarhoz. Hamarosan azonban kiütköztek a kényszer alatt kötött házasság problémái, a házasfelek gyakran utaztak külön. Megszűnt a kapcsolat a császárnéval is, aki unokahúgát, Marie Louise-t már nem tekinthette olyan hasznos szolgálattevő személyként, mint még 1876-ban Gödöllőn. Marie Louise megpróbált új kapcsolatokat kiépíteni a császári udvar felé, ekkor ismerte meg Helene von Vetsera bárónét (született Helene Baltazzit).
1877-ben Marie Louise abban bízva vágott bele saját kényszerházasságába, hogy ezáltal a császári udvarban maradhat, imádott nagynénje, Erzsébet császárné közelében. E cél meghiúsulván, házasságát már értelmetlennek érezte, és meg volt győződve arról, hogy boldogságát házasságon kívül keresheti. Viszonyba keveredett Henri Baltazzival, Helene von Vetsera bátyjával, aki szintén Pardubitzban lakott, és két gyermeket szült neki, Marie Henriette Alexandrát (1884–1907) és Georg Heinrich Mariát (1886–1909). Férje, Georg von Larisch-Moennich gróf e gyermekeket is a sajátjainak ismerte el, de kapcsolata feleségével megromlott, Marie Louise eladósodott. Pénzügyi támogatást Baltazzitól kapott, valamiféle gyermektartási díj formájában, és unokafivérétől, Rudolf koronahercegtől, aki viszont kihasználta Marie Louise kényszerhelyzetét, és rászorította, hogy ő járjon el helyette különféle diszkrét ügyekben, és teljesítse kívánságait.

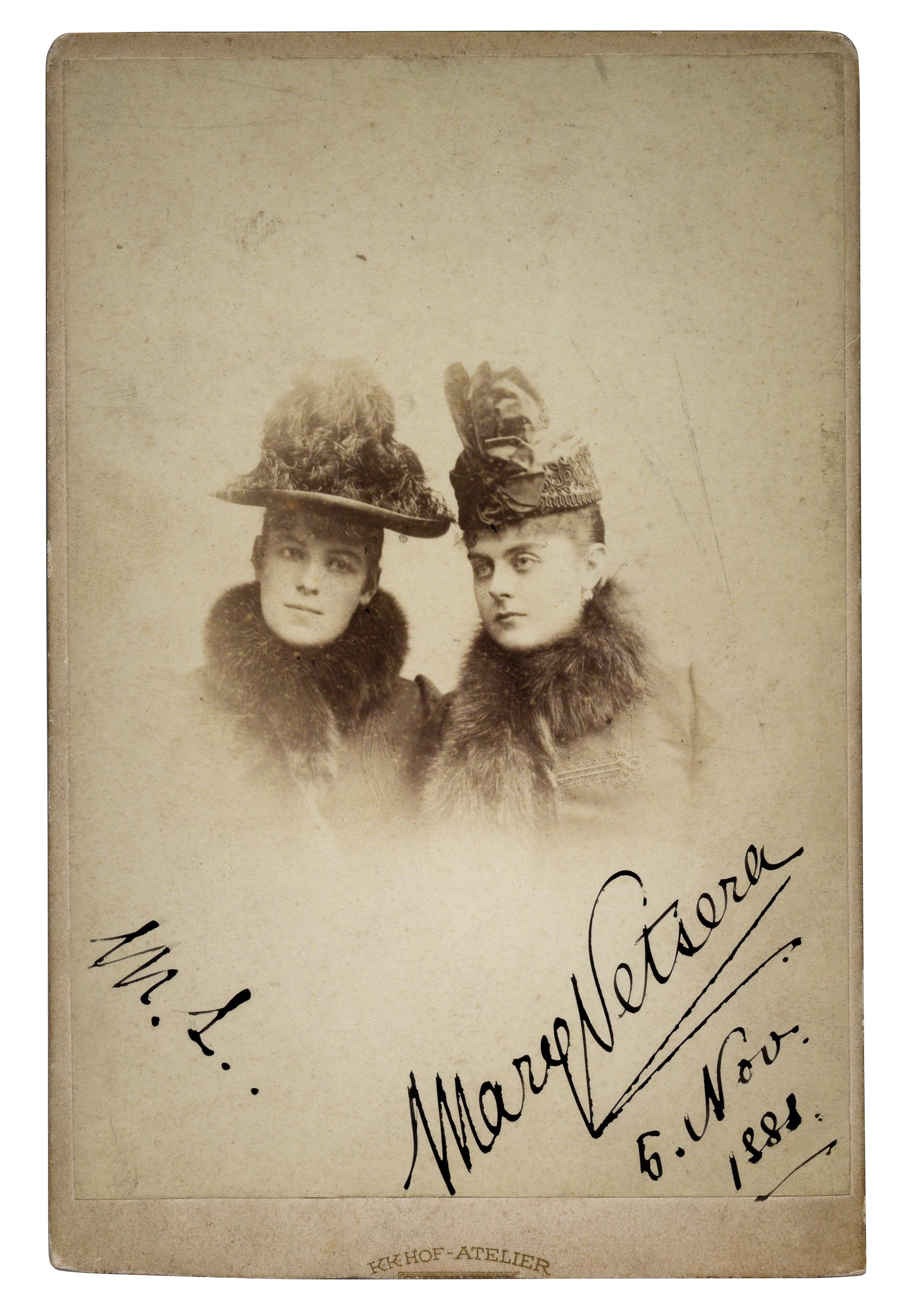
Marie von Larisch (balra) és Maria von Vetsera bárókisasszony (jobbra)

## A Maria von Vetsera-affér
Henri Baltazzi unokahúga, Maria von Vetsera beleszeretett Rudolf trónörökösbe, 1888 nyarán levelet is írt neki. Ebben az időben Rudolf öngyilkosságra készült, és olyan nőt keresett magának, aki társául szegődne a közös halálba.[forrás?] November elején Rudolf felkérte a neki elkötelezett Marie von Larisch grófnét, hogy valamilyen ürüggyel hozza el neki Maria von Vetserát a Hofburgba. Maga Maria is nagyon akart találkozni a trónörökössel, és Marie von Larisch grófné engedett barátnője könyörgésének, és megszervezte a találkát. Rudolf már Maria első látogatásakor, 1888. november 5-én megállapította, hogy az őt csodáló, érte rajongó fiatal baronesz pontosan az a társ, akit ő keres magának. A későbbiekben Marie von Larisch fedezte találkozóikat, barátságból. A sokat tapasztalt nagyvilági dáma nem önzetlenül vállalta a kerítőnő szerepét. Mivel nagy lábon élt, teljesen el volt adósodva, ezért az első randevú után arra kérte barátnőjét, Mariát, emlékeztesse a trónörököst, hogy az 25 ezer arany koronával tartozna neki. Az egzaltált, nem evilágon élő Rudolfnak semmilyen fogalma nem volt a pénz valódi értékéről (ezt felesége, a józan gondolkodású Stefánia főhercegné is gyakran hangoztatta). 1888 novemberétől 1889. január végéig, alig három hónap alatt állítólag 70 ezer korona vándorolt Rudolf kezéből Marie von Larisch grófnőhöz. Az összeg nagyságát érzékelteti, hogy a trónörökös évi apanázsa 45 ezer arany korona volt (ez ma kb. 330 ezer euró), ehhez mint magas rangú katonatiszt havi 800 korona zsoldot kapott. Rudolf trónörökös egyébként 150 ezer arany korona – ma kb. 1,1 millió euró – adósságot hagyott hátra, amit császári apja fizetett vissza a fia hitelezőinek.
Amikor azután Rudolf és a bárókisasszony viszonya komolyabbá vált, december elején Maria von Vetsera megjelenése a bécsi Operában komoly botrányt okozott, és Stefánia főhercegné (1864–1945), Rudolf trónörökös felesége is meglátta benne veszedelmes ellenlábasát, Marie von Larisch megérezte a fenyegető veszélyt. Visszavonult, nem vett részt további találkák fedezésében. Botrány fenyegette őt is: már Pardubitzben is pletykáltak az ügyről, férje, Georg gróf is tombolt dühében. Rudolf és Maria ezután is megtalálták a módját, hogy Bratfisch-on, Rudolf személyes fiáker-hajtóján, és a Hofburg egyik kapusának leányán, Agnes Jahodán keresztül szervezzék légyottjaikat.
1889. január 13-án léphettek először nemi kapcsolatba egymással, azzal az ígérettel, hogy együtt mennek a halálba. Január 26-án veszekedés robbant ki a Vetsera-házban, ugyanekkor került sor egy súlyos összeütközésre Rudolf trónörökös és császári apja között. Az apjával folytatott vita megerősítette Rudolfot elhatározásában. Marie von Larisch grófnét magához rendelte Csehországból, és azt mondta neki, hogy Maria von Vetserát talán soha többé nem láthatja, ezért segítsen neki, hogy még egyszer utoljára találkozhasson vele. Január 28-án a grófné elhozta Maria von Vetsera bárókisasszonyt a Hofburgba. Maria itt eltűnt. A grófné nem számított ilyen fordulatra, pánikba esett, és megkísérelte a hatóságokat bekapcsolni, sikertelenül. Mariát Bratfisch kocsis kivitte a mayerlingi vadászkastélyba, ahová hamarosan Rudolf is követte őket. 1889. január 30-ára virradó éjszakán a trónörökös agyonlőtte Maria von Vetserát, majd néhány óra múlva maga is öngyilkosságot követett el.
Rudolf addigra már visszaszerezte és elégette a saját maga által Mariának írt, szerelmet mutató (vagy tettető), behízelgő leveleit, ugyanakkor az epekedő Maria és a mindenről tudó Marie grófné által írott leveleket hátrahagyta, hogy azokat a tervezett közös öngyilkosság végrehajtása után könnyen megtalálhassák, és egy kézenfekvő bűnbakot találhassanak. A tragédia után Erzsébet császárné Marie von Larisch grófnét tekintette egyedüli főbűnösnek fia halála miatt. Az imádott nagynéni, nyilván saját bűntudatát elfojtandó, mindenfajta magyarázat, önigazolás lehetőségét megtagadta unokahúgától. A grófné kegyvesztett lett a Habsburg-családnál, nemkívánatos személy lett az udvarnál, az arisztokrata társaság nem volt hajlandó érintkezni vele. Személyére úgy utaltak, hogy „az a Larisch grófné, aki…”.
Maria von Vetsera ezt jóelőre megsejtette. Halála előtt Marie von Larisch-nak írt búcsúlevelében ez áll: „Kedves Marie! Bocsásd meg nekem a sok szenvedést, amit én okoztam neked. Szívből köszönök mindent, amit értem tettél. Ha életed nehézzé válna, és én bizony félek, hogy nehézzé válik az után, amit mi elkövettünk, gyere utánunk, ez a legtöbb, amit megtehetsz. Maria.”
Az őt körülvevő megvetés miatt Marie Louise von Larisch-nek hamarosan el kellett hagynia az Osztrák–Magyar Monarchiát is, vissza kellett költöznie Bajorországba. 1894-ben ismét anya lett. Mivel már hosszú ideje külön élt férjétől, Georg von Larisch-Moennich gróf ezúttal már nem őrizhette meg családja jóhírét, ő nem lehetett a gyermek apja. A fiúcska, Friedrich Karl még megkapta ugyan a grófi címet, de a házasságtörés tényét nem lehetett eltagadni, ennek következtében férje 1896. december 3-án elvált tőle.

## Második házassága
Marie Louise von Larisch-Moennich grófné a bajorországi Rottach-Egernben megismerkedett Otto Brucks operaénekessel (1854–1914), és 1897. május 15-én Münchenben feleségül ment hozzá. Házasságkötésük után Brucks nem kapott több megbízást színpadon és az udvari operaházaknál sem, mivel a színiigazgatók az osztrák császári házzal vállaltak szolidaritást. Vendégszereplései alkalmával Otto Brucksot mindig úgy mutatták be, mint „annak a Larisch grófnénak a férje, aki…”. A férj emiatt alkoholista lett. 1899-ben megszületett Marie Louise legkisebb fia, az ifjabb Otto Brucks (1899–1977). Súlyos pénzzavarba kerültek. Marie Louise Brucks leírta, amit a császári és királyi rokonságáról tudott. I. Ferenc József császár meg volt győződve arról, hogy Marie Louise, aki valaha az 1898-ban elhunyt Erzsébet bizalmasa volt, nagyon sokat tudhat, és talán még Erzsébet saját költeményei („felhőmászásai”, „Wolkenkraxeleien”, ahogy Ferenc József nevezte a költészetet) is meglehetnek nála. Ezért a császár az első kéziratot magas összegért megvásárolta Marie Louise-tól, és rendszeres kegydíjat is folyósított neki.
Marie Louise azonban állandóan azon volt, hogyan rehabilitáltathatná magát a magas körökben. Emiatt újra és újra zugkiadókkal és kétes újságírókkal keveredett kapcsolatba, akik gátlástalanul ki akarták használni, hogy az asszony közeli kapcsolatban áll a császárral. Végül hitelezői egy átláthatatlan és sötét konzorciumba tömörültek, és teljesen sarokba szorították. Hatalmas adósságai miatt részese lett a császári házat folyamatosan zsaroló köröknek.
1906-ban Otto Brucks az akkor a Német Császársághoz tartozó Metz város színházának igazgatója lett. 1907-ben és 1909-ben meghalt Marie Louise mindkét gyermeke, akik Baltazzitól származtak. 1913-ban megszegte a császári házzal kötött szerződéses kötelezettségeit, és abban a reményben, hogy így elérheti jóhírének helyreállítéását, kapcsolatot keresett egy angol újságíróval, akinek segítségével megjelentette a „Múltam” (angolul: „My Past”, németül: „Meine Vergangenheit”) c. könyvét.
1914-ben férje, Otto Brucks májzsugorban meghalt. A következő évben meghalt legidősebb leánya, Marie Valerie is. A megözvegyült Marie Louise Brucks az első világháborúban a nyugati fronton dolgozott vöröskeresztes ápolónővérként. 1920-ban egy némafilmet forgatott, amelyben ő maga alakította nagynénjét, Erzsébet császárnét.

## Harmadik házassága
1924-ben megismerkedett William Henry Meyersszel, egy floridai farmerrel és természetgyógyásszal (* 1859), aki az atlanti-óceáni átkelés költségét finanszírozta Marie Louise és fia, Karl számára. Cserébe az asszony, megérkezésük után három nappal, 1924. szeptember 2-án a New Jersey-i Elizabethben hozzáhezment Meyershez. A férfi azonban szélhámosnak bizonyult. Egy igazi európai grófnő férjeként saját személyes presztízsének javulását várta. Amikor az ettől remélt bevételnövekedés elmaradt, a férj bántalmazni kezdte az idős hölgyet, aki 1926-ban New Jersey-be menekült. Itt szakácsnőként és takarítónőként dolgozott. 1928-ban elvált férjétől. Egy írónak elmesélte élete történetét, az illető ebből két könyvet is írt, de az értük kapott bevételt saját magának tartotta meg.
Marie találkozott T. S. Eliot amerikai születésű költővel is. Beszélgetésük egy része megjelenik Eliot-nak „A puszta ország” („The Waste Land”) c. eposzi költeményében.
Úgy tudni, Marie Luise nagy összegű „hallgatási pénzt” kapott volna a Habsburg-családtól, hogy ne tegye közzé emlékiratait, és beleegyezett volna, hogy önként kivándorol az Egyesült Államokba, cserébe évi 25 000 dollár nyugdíjért. Ő természetesen mégiscsak megjelentette memoárjait. Ezek az írásművek különböző szerzők neve alatt jelentek meg, és tényszerűségük teljesen megbízhatatlan.

## Utolsó évei
1929-ben hazatért Augsburgba, ahol visszavonultan, nagy szegénységben élt, állandóan saját társadalmi rehabilitációjával próbálkozott. Egy könyvkiadó konszernnek is dolgozott, amely kizsákmányolta, kijátszotta. Teljesen elszegényedve, idősek otthonában halt meg 1940. július 4-én. Gyermekei közül egyedül az ifjabb Otto Brucks élte túl anyját. Larisch grófnőt Münchenben, az Ostfriedhofban temettek el édesapja, Lajos bajor herceg mellé.

## Gyermekei
- Franz-Joseph Ludwig Georg Maria von Larisch-Moennich (1878–1937)
- Marie Valerie Franziska Georgine von Larisch-Moennich (1879–1915)
- Marie (Mary) Henriette Alexandra von Larisch-Moennich (1884–1907)
- Heinrich Georg Maria von Larisch-Moennich (1886–1909), a 6. porosz huszárezred hadnagya.[9][10] Nápolyban követett el öngyilkosságot, miután Egyiptomból hazafelé utazva, tüdőbetegségének nápolyi gyógykezelése nem hozta meg a várt eredményeket.[11][12] Mások öngyilkosságának okát abban keresik, hogy ekkor szerzett tudomást anyja szerepéről a mayerlingi tragédiában, illetve tényleges apja kilétéről.[13]
- Friedrich Karl Ludwig Maria von Larisch-Moennich (1894–1929)
- Otto Brucks, ifj. (1899–1977)

## Művei

### Németül
- Ein Königsmärchen. Spohr, Lipcse, 1898
- Eine arme Königin. F. Fontane, Berlin, 1900
- Meine Vergangenheit. F. Fontane, Berlin, 1913
- Kaiserin Elisabeth und ich. Eisentraut, Lipcse, 1935
- Die Heldin von Gaeta. Tragödie einer Königin. Goten-Verlag, Lipcse, 1936

### Angolul
- My Past, G. P. Putnam's Sons, New York & London, 1913, Maude ffoulkes neve alatt.
- Behind the Scenes with the Kaiser, Hertag Publishing Co., New York, 1922
- My Royal Relatives (Paul Maerker Brandennel és Elsa Brandennel közösen), John Long, Ltd., London, 1936 (ebben azt állítja, hogy ő Máriának, Nápoly és Szicília királynőjének leánya, egy bizonyos „Armand de Lavaÿss” gróftól, aki csak e műben létezik).
- Secrets of a Royal House (Paul Maerker Brandennel és Elsa Brandennel közösen), John Long, Ltd., London, 1934

### Magyarul
- Wallersee Mária: Egy királyi udvar titkaiból; Magyar Kereskedelmi Közlöny, Budapest, 1905
- Wallersee Maria: Múltam; ford. Horváth Lili; Márványi, Marosvásárhely, 1919
- Marie Louise von Wallersee-Larisch: Sisi udvarában. A múltam. Emlékiratok; ford. Kajtár Mária, jegyz., utószó Csorba László; Európa, Budapest, 2017

## Színház, játékfilm
- Mayerling, (1968), rendező: Terence Young. Marie von Larisch grófnét Geneviève Page, Mizzi Kaspart Fabienne Dali, Rudolf trónörököst Omar Sharif, Stefánia főhercegnét Andréa Parisy, Marie von Vetsera bárónőt Catherine Deneuve, Ferenc József császárt James Mason, Erzsébet császárnét Ava Gardner alakította.
- A trónörökös, magyar-osztrák TV-film, 1988, rendező: Szinetár Miklós. Marie von Larisch grófnét Orosz Helga, Mizzi Kaspart Andrea Händler, Rudolf trónörököst Hirtling István, Stefánia főhercegnét Ulrike Beimpold, Marie von Vetsera bárónőt Kováts Adél, Ferenc József császárt Alfred Reiterer, Erzsébet császárnét Mijou Kovacs, Helene von Vetsera bárónét Hámori Ildikó alakítja.
- Rudolf musical (2005), Frederic Morton: „Az utolsó keringő” c. könyve nyomán (szövegíró: Jack Murphy, zeneszerző: Frank Wildhorn. Magyarországon 2007-ben a Budapesti Operettszínház mutatta be, rendező: Kerényi Miklós Gábor.
- Rudolf – Sissi egyetlen fia, osztrák-német-francia-olasz TV-film, 2006, rendező: Robert Dornhelm. Marie von Larisch grófnét Julia Cencig, Mizzi Kaspart Birgit Minichmayr, Rudolf trónörököst Max von Thun, Stefánia főhercegnét Daniela Golpashin, Marie von Vetsera bárónőt Vittoria Puccini, Ferenc József császárt Klaus Maria Brandauer, Erzsébet császárnét Sandra Ceccarelli alakítja.